# Leonard Hamilton
James Leonard Hamilton (Gastonia, 4 agosto 1948) è un allenatore di pallacanestro statunitense, professionista nella NCAA e nella NBA.